# Chitignano
Chitignano ist eine Gemeinde mit 835 Einwohnern (Stand 31. Dezember 2023) in der Provinz Arezzo in der Region Toskana in Italien.

## Geografie

Lage von Chitignano in der Provinz Arezzo

Die Gemeinde erstreckt sich über rund 15 km². Sie liegt etwa 25 km nördlich der Provinzhauptstadt Arezzo und ca. 55 km östlich der Regionalhauptstadt Florenz im Gebirgstal des Casentino und in den Alpe di Catenaia. Wichtigster Fluss im Gemeindegebiet ist der unterhalb des Ortes fließende Rassina, der hier 6 seiner insgesamt 15 km verbringt. Der Ort liegt in der klimatischen Einordnung italienischer Gemeinden in der Zone E, 2531 GR/G und ist Teil der Unione dei Comuni Montani del Casentino.
Zu den Ortsteilen zählen Rosina (483 m, ca. 60 Einwohner) und Taena (511 m, ca. 13 Einwohner). Die Ortsteile Croce di Sarna und La Casa überschneiden sich mit dem Gemeindegebiet von Chiusi della Verna.
Die Nachbargemeinden sind Caprese Michelangelo, Chiusi della Verna und Subbiano.

## Geschichte
Erstmals dokumentiert wird der Ort am 7. Dezember 967 als Clotiniano in einem Diplom von Otto I., der Große. Danach war der Ort lange Zeit im Besitz der Grafen von Chiusi (della Verna) und der Ubertini, bis er 1325 unter die Herrschaft von Guido Tarlati, Erzbischof von Arezzo, kam. Mit der Einnahme des Großraumes durch die Republik Florenz 1385 fiel der Ort an die unter florentinischer Kontrolle stehenden Ubertini zurück und wurde später im Herzogtum Toskana eingegliedert, blieb aber unabhängige Grafschaft bis 1779, als Leopold II. den Feudalismus in der Toskana abschaffte. Die Gemeinde wurde 1780 gegründet, als sich Taena und Rosina als Ortsteile an Chitignano anschlossen Wichtige Wirtschaftszweige des Ortes waren die Schießpulverherstellung, der Tabakanbau und der Tabakhandel, bis er 1830 verboten wurde, sowie der jeweilige Schmuggel der Güter. Die meisten Schießpulverfabriken wurden um 1944 von deutschen Truppen zerstört, die letzte schloss 1966. Bekannt ist der Ort auch heute noch für seine mineralhaltigen Flüsse Rassina und Il Rio.

## Sehenswürdigkeiten

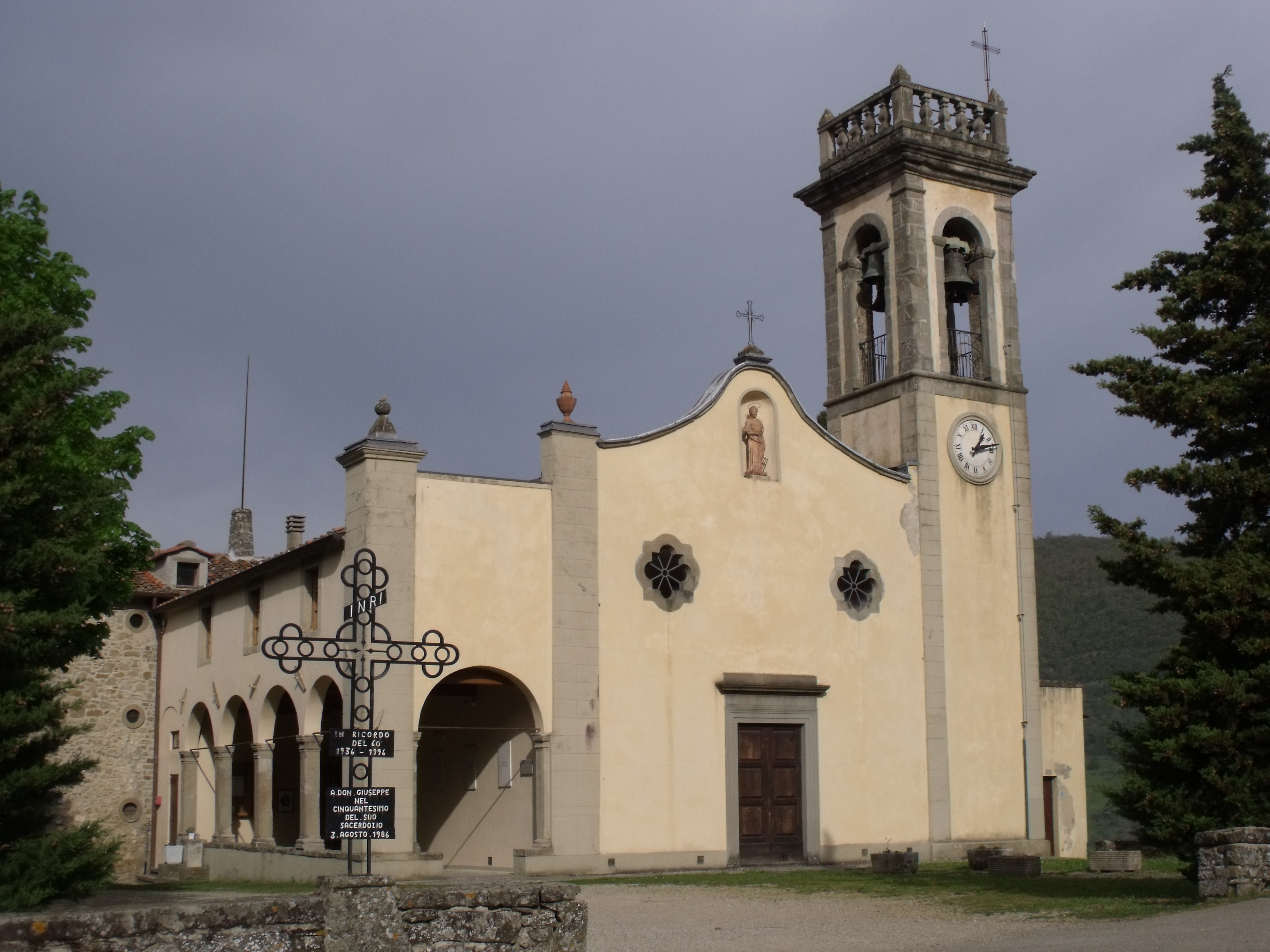
Pieve dei Santi Vincenzo e Pietro

- Pieve dei Santi Vincenzo e Pietro, 1614 eingeweihte Pieve im Bistum Arezzo-Cortona-Sansepolcro.
- Chiesa di San Vincenzo, bereits 1200 existierende Kirche, die 1948 ausgebaut wurde.[9]
- Chiesa di Santa Margherita im Ortsteil Rosina. Mittelalterliche Kirche, gehörte früher zur Pieve a Socana in Castel Focognano.[9]
- Chiesa dei Santi Jacopo e Cristoforo im Ortsteil Taena. Mittelalterliche Kirche, gehörte früher zur Pieve a Socana in Castel Focognano.[9]
- Chiesa di San Lorenzo, auch Cappella degli Ubertini genannt, befindet sich im Castello Ubertini.[9]
- Castello Ubertini, Burg der Herrscherfamilie Ubertini, die im 16. Jahrhundert durch diese erweitert wurde und bis 1830 zu den Ubertini gehörte. Gehörte im 14. Jahrhundert kurzzeitig zu den Tarlati.[11]
- Vecchia Podesteria, auch Villa Cironi[9] genannt, Gebäude aus dem 15. Jahrhundert.[2]
- Schießpulver- und Schmuggelmuseum (Museo della Polvere da sparo e del Contrabbando).[12]
- Buca del tesoro, Wasserpark am Fluss Rassina zwischen Chitignano und Rosina.

## Gemeindepartnerschaften
Chitignano pflegt folgende Gemeindepartnerschaften:
- La Calmette, Département Gard, Frankreich, seit 1992.[13]
- Piaseczno, Polen, seit 2009.[14]